# Коррадо Дель Греко
Коррадо Дель Гре́ко (італ. Corrado Del Greco, 16 грудня 1906 року, Флоренція — 12 жовтня 1940 року, Сицилійська протока) — італійський морський офіцер.
Ніс службу в Королівських військово-морських силах Італії під час Другої світової війни. Загинув у бою біля мису Пассеро на борту есмінця «Артільєре» 12 жовтня 1940 року. Нагороджений Золотою медаллю «За військову доблесть».

## Біографія
Коррадо Дель Греко народився 16 грудня 1906 року у Флоренції. Вчився в Міланській політехніці на інженера. На третьому курсі, у 1927 році, вступив на військову службу у ВМС Італії і вступив до Військово-морської академії в Ліворно, яку закінчив у 1929 році у званні гардемарина.
У 1930 році надано звання молодшого лейтенанта, у 1934 році — лейтенанта. Ніс службу на різних кораблях, у 1937 році призначений на посаду морського аташе в італійському посольстві в Пекіні. У 1939 році повернувся до Італії та призначений командиром есмінця «Джузеппе Чезаре Абба», пізніше міноносця «Аріель».
У 1940 році, зі вступом Італії у Другу світову війну, переведений на есмінець «Артільєре» помічником капітана Карло Марготтіні.
12 жовтня 1940 року, під час бою біля мису Пассеро, «Артільєре» був важко пошкоджений вогнем британського крейсера «Ейджекс». Більшість офіцерів, серед них капітан корабля Карло Марготтіні та Коррадо Дель Греко, загинули.
Есмінець «Каміча Нера» взяв пошкоджений «Артільєре» на буксир, але помітивши ворожу ескадру у складі 2 крейсерів та 4 есмінців, віддав буксир і зник.
«Артільєре» пізніше був потоплений крейсером «Йорк».
Карло Марготтіні та Коррадо Дель Греко посмертно нагороджені Золотою медаллю «За військову доблесть».

## Нагороди
- Бронзова медаль «За військову доблесть»
- Золота медаль «За військову доблесть»